# Marcelo Lordello
Marcelo Lordello (Brasília, 1981), é um cineasta brasileiro.

## Carreira
Mora em Recife, onde se formou em Comunicação Social/Publicidade pela UFPE, Iniciou sua carreira em cinema produzindo vídeos e filmes com colegas de faculdade. Desde então, trabalha na área de audiovisual a partir de 2003.
Atualmente dirige e fotografa projetos audiovisuais para o mercado publicitário e, em paralelo, realiza filmes para cinema (curtas e longas) próprios e de parceiros através de sua produtora Trincheira Filmes, dedicada a concepção de obras de cinema autoral.
Fazem parte de sua filmografia as obras Garotas de Ponto de Venda (2007), Fiz zum zum e pronto (2008) e Nº 27, que teve sua estreia no Festival de Brasília em 2008. Vigias é seu primeiro longa-metragem documentário.
Ganhador do prêmio oficial de melhor longa-metragem de ficção do Festival de Brasília do cinema brasileiro, com o filme Eles Voltam, Lordello apresentou um filme que retrata problemas sociais cotidianos ao longo da história de uma menina de 12 anos e seu irmão mais velho, que vivem experiências e aventuras no retorno para casa, depois de serem deixados na estrada por seus pais, durante uma viagem em família.